# ويليام نيومان
ويليام نيومان هو سياسي كندي، ولد في 12 يناير 1873 في كندا، وتوفي في 21 أكتوبر 1953 بكينغستون في كندا. حزبياً، نشط في الحزب الليبرالي في أونتاريو ‏. وقد انتخب عضو برلمان مقاطعة أونتاريو.